# Orthopsyllus spinicaudatus
Orthopsyllus spinicaudatus är en kräftdjursart. Orthopsyllus spinicaudatus ingår i släktet Orthopsyllus och familjen Orthopsyllidae. Inga underarter finns listade i Catalogue of Life.